# Impuls elektromagnetyczny

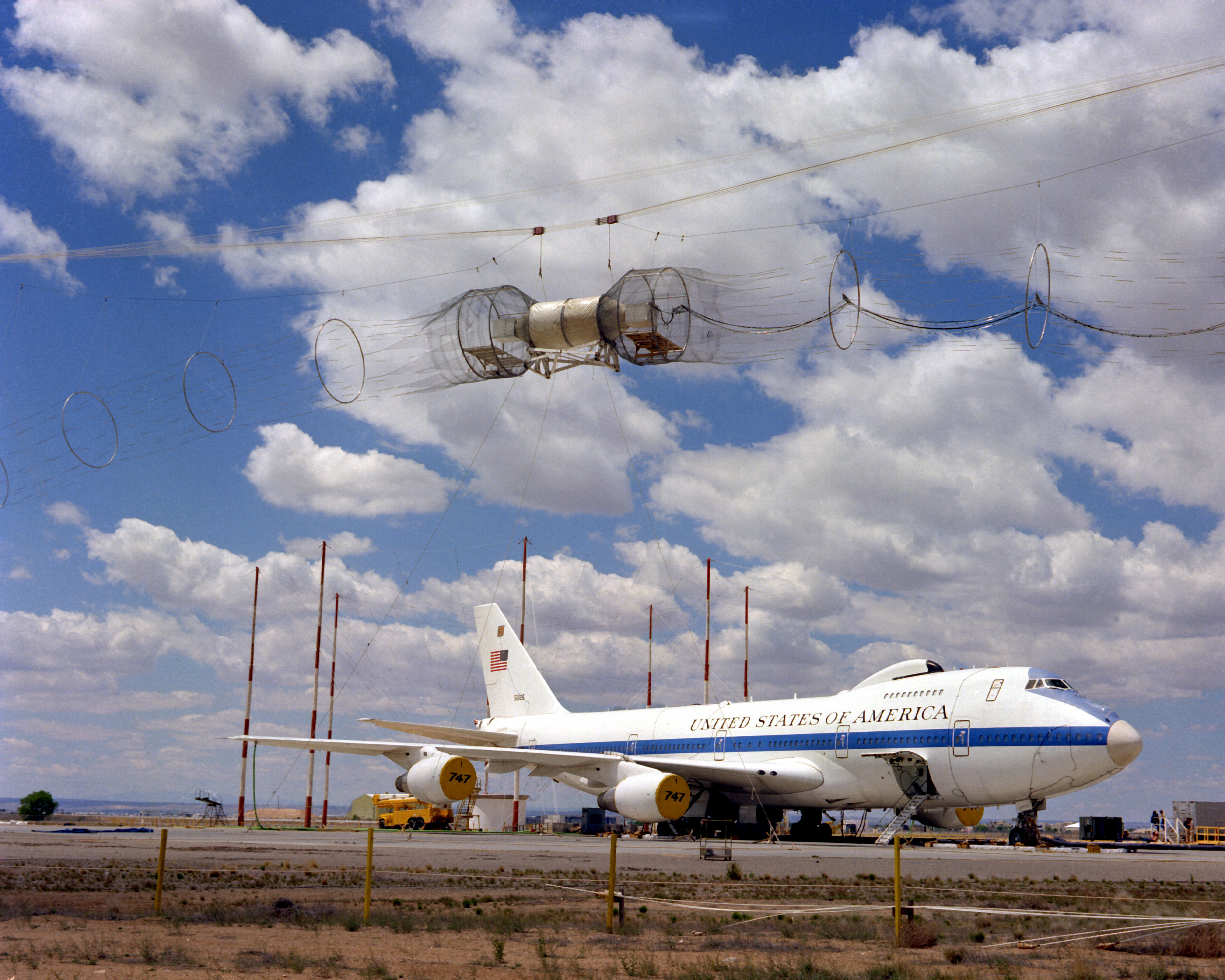
Boeing E-4B z symulatorem EMP

Impuls elektromagnetyczny (w skrócie IEM) (ang. electromagnetic pulse – EMP) – powstawanie i rozprzestrzenianie się promieniowania elektromagnetycznego o szerokim widmie stosunkowo niskich częstotliwości, krótkim czasem trwania i bardzo dużym natężeniu.
Impuls elektromagnetyczny powstaje podczas silnych eksplozji (szczególnie bomby atomowej), podczas zdarzeń wywołujących gwałtowne zaburzenia ziemskiego pola magnetycznego.
Impuls powstający podczas wybuchu jądrowego przenosi większość energii w falach elektromagnetycznych o częstotliwościach w zakresie od 3 Hz do 30 kHz.
Wyróżnia się następujące rodzaje impulsów:
- NEMP (ang. Nuclear Electromagnetic Pulse) – impuls powstający podczas wybuchu jądrowego,
- LEMP (ang. Lightning Electromagnetic Pulse) – impuls powstający podczas wyładowania atmosferycznego (pioruna)

Pozostałe źródła generują impulsy o znacznie mniejszym natężeniu.
Prowadzone są prace nad bronią EMP, której siłą rażenia byłby impuls elektromagnetyczny. Powodowałaby ona zniszczenie sprzętu elektronicznego i elektrycznego w promieniu rażenia (w tym radarów, elektroniki samolotów itd.).

## Szkodliwość impulsu
Impuls elektromagnetyczny indukuje wysokie napięcie w sieciach, urządzeniach elektrycznych i elektronicznych. Zwiększone napięcie powoduje skokowy wzrost natężenia prądu elektrycznego i wydzielanie dużych ilości ciepła, w konsekwencji czego uszkodzeniu ulegają elementy elektroniczne, obwody elektryczne, a nawet linie przesyłowe. Wysokie napięcie powoduje również przebicie warstw izolacyjnych.
Zmienia własności jonosfery, zaburzając łączność radiową.

## Powstawanie impulsu
Impuls powstaje w wyniku przyspieszania, hamowania oraz ruchu po okręgu (w polu magnetycznym) cząstek obdarzonych ładunkiem, głównie elektronów. 
W wyniku wybuchu bomby jądrowej powstaje promieniowanie gamma, promieniowanie to, oddziałując z powietrzem, jonizuje cząsteczki powietrza, a wybitym elektronom nadaje kierunek ruchu zbliżony do kierunku rozprzestrzeniania się promieniowania. Przyspieszane elektrony są źródłem promieniowania elektromagnetycznego. 
Powstała w wyniku wybuchu i promieniowania jonizującego plazma jest pchana siłą wybuchu, poruszając się w ziemskim polu magnetycznym, na zasadzie pola wmrożonego, pcha pole magnetyczne wraz z falą uderzeniową wybuchu. Gdy zmiany są gwałtowne i silne, to zaburzenia pola magnetycznego rozprzestrzeniają się jako promieniowanie elektromagnetyczne. W ten sposób powstaje impuls elektromagnetyczny gdy do ziemskiej magnetosfery dotrze fala erupcji słonecznej lub wpadnie do atmosfery duży meteoroid.
W przypadku uderzenia pioruna impuls elektromagnetyczny powstaje w następujący sposób: piorun to prąd elektryczny o bardzo dużym natężeniu (rzędu dziesiątek tysięcy amperów). Jak każdy przewodnik z prądem elektrycznym błyskawica również wytwarza pole magnetyczne, jego źródłem są przyspieszane w polu elektrycznym elektrony tworzące prąd wyładowania. Pole to utrzymuje się mniej więcej tyle samo czasu, ile trwa wyładowanie, a więc ma charakter impulsowy. Jeżeli w obrębie tego pola znajdzie się jakikolwiek obwód elektryczny, np. linia przesyłowa, telefoniczna, domowa instalacja elektryczna, antena telewizyjna itp. to w obwodzie tym zostanie wyindukowane napięcie o wartości przekraczającej wartość dopuszczalną, wskutek czego te instalacje i urządzenia podłączone do nich mogą ulec uszkodzeniu. Dlatego podczas burzy obserwowane są przypadki uszkodzenia np. telewizorów, komputerów czy innych urządzeń elektrycznych, mimo iż piorun nie uderzył w linię. Najlepszym zabezpieczeniem przed impulsem elektromagnetycznym, a także przed bezpośrednim uderzeniem pioruna, jest wyłączenie tych urządzeń z sieci elektrycznej, telefonicznej, anten zewnętrznych, sieci internetowych itp., jeżeli zbliża się burza.

## W broni jądrowej
Impuls elektromagnetyczny, powstający podczas wybuchu broni jądrowej, jest tak silny, że określa się go jako jeden z czynników rażenia tej broni. Istnieją też koncepcje takiego przeprowadzenia wybuchu, by ten czynnik odgrywał pierwszoplanową rolę. Tego typu bomba zwana jest bombą elektromagnetyczną.

Impuls elektromagnetyczny jest pośrednim skutkiem oddziaływania promieniowania gamma na otoczenie, wpływającym na działanie sprzętu elektronicznego i łączności. Wielkość powstałego impulsu zależy od mocy wybuchu i jego wysokości nad powierzchnią ziemi. Wraz ze wzrostem wysokości rośnie zasięg oddziaływania impulsu, natomiast maleje jego natężenie. Na skutek oddziaływania promieniowania elektromagnetycznego z materią środowiska może dojść do zakłócenia łączności oraz uszkodzenia lub zniszczenia sprzętu elektronicznego.